# Dorian Missick
Dorian Missick (* 15. Januar 1976 in East Orange, New Jersey) ist ein US-amerikanischer Schauspieler.

## Biografie
Nachdem Missick seine Schullaufbahn beendet hatte, entschied er sich, Schauspielerei zu studieren und ging nach New York in die Michael Howard Studios.
Seine erste Rolle erhielt Missick in der Fernsehserie In der Hitze der Nacht, allerdings wurde er erst nach der Jahrtausendwende bekannter.
Erste Aufmerksamkeit erhielt er für seine Mitarbeit im Film Ein Chef zum Verlieben, in dem Hugh Grant und Sandra Bullock die Hauptrollen übernahmen. In Das Gesicht der Wahrheit aus dem Jahre 2006 spielte er den Sohn des Darstellers Samuel L. Jackson und im selben Jahr übernahm er eine kleine Rolle im Film Lucky Number Slevin. In diesem spielte er den leicht einfältigen Elvis, der für seinen Chef, verkörpert von Morgan Freeman, einige Aufträge übernimmt und, wenn auch etwas stumpfsinnig, bedingungslos durchführt.
Neben Missick wurden noch andere Schauspieler verpflichtet, um 2011 in der Fernsehserie The Cape zu spielen.

## Filmografie (Auswahl)
| - 1990: In der Hitze der Nacht (In the Heat of the Night) (Fernsehserie) - 1998: Two Way Crossing - 2000: Future Man (Fernsehserie) - 2000: 3D - 2000: Shaft – Noch Fragen? - 2001: Law & Order: New York (Fernsehserie) - 2001: Law & Order (Fernsehserie) - 2001: Philly (Fernsehserie) - 2001: New York Cops – NYPD Blue (Fernsehserie) - 2002: Ein Chef zum Verlieben (Two Weeks Notice) - 2003: Undermind - 2003: Crime Partners - 2003: Buffy – Im Bann der Dämonen (Buffy the Vampire Slayer) - 2004: Chameleon - 2004: Law & Order (Fernsehserie) - 2004: 50 Ways to Leave Your Lover - 2004: The Manchurian Candidate - 2004: CSI: NY - 2005: Two Guns - 2005: A Message from Pops - 2006: Das Gesicht der Wahrheit (Freedomland) - 2006: Lucky Number Slevin (Lucky # Slevin) - 2006: Premium - 2006: Conviction (Fernsehserie) | - 2006: Grand Theft Auto: Vice City Stories - 2006–2007: Six Degrees (Fernsehserie) - 2007: Mama’s Boy - 2007: Alibi (Fernsehfilm) - 2008: Broken - 2008: Numbers – Die Logik des Verbrechens (Numb3rs) - 2008: Bad Mother’s Handbook (Fernsehfilm) - 2008: Rachels Hochzeit (Rachel Getting Married) - 2008: Just of Our Peers - 2009: Raising the Bar (Fernsehserie) - 2009: Lenox Avenue - 2009: Bones – Die Knochenjägerin (Bones) - 2010: Three Blind Mice - 2010: Moz-Ium - 2010: Der Kautions-Cop (The Bounty Hunter) - 2010: Sons of Anarchy (Fernsehserie, eine Folge) - 2012, 2015: Haven (Fernsehserie, 7 Folgen) - 2014: Erlöse uns von dem Bösen (Deliver Us from Evil) - 2015: Better Call Saul (Fernsehserie, eine Folge) - 2015: The Brink – Die Welt am Abgrund (The Brink, Fernsehserie) - 2016: Lucifer (Fernsehserie, eine Folge) - 2016: Elementary (Fernsehserie, 2 Folgen) - 2018: Monster - 2018: Tell Me a Story (Fernsehserie, Staffel 1) - 2020–2021: For Life (Fernsehserie) - 2020–2021: All Rise – Die Richterin (Fernsehserie) - 2021: Rebel (Fernsehserie) - 2023: Krieg der Bestatter (The Burial) - 2024: Shirley |